# Итальянка собирается замуж (телесериал, 2014)
«Итальянка собирается замуж» (исп. Muchacha italiana viene a casarse) — мексиканская теленовелла 2014 года, производства продюсера Педро Дамиана для киностудии «Televisa», в главных ролях Хосе Рон и Ливия Брито. Выход в эфир с 20 октября 2014 по 21 июня 2015 года на «Canal de las Estrellas».

## В ролях
- Ливия Брито[исп.] — Фиорелла Бьянки
- Хосе Рон — Педро Анхелес
- Энрике Роча — Витторио Драгоне
- Фернандо Альенде[исп.] — Серхио Анхелес
- Исела Вега — Элоиса Анхелес
- Сальвадор Пинеда — Данте Давалос
- Марибель Гардия — Хульета Мишель
- Лурдес Мунгия[исп.] — Хоакина
- Франсиско Гатторно — Анибал Валенсия
- Наилея Норвинд[исп.] — Федерика Анхелес

## Показ
| Страна                   | Телеканал              | Заглавие                          | Год  |
| ------------------------ | ---------------------- | --------------------------------- | ---- |
| Мексика                  | Canal de las Estrellas | Muchacha italiana viene a casarse | 2014 |
| Эквадор                  | Gama TV                | Muchacha italiana viene a casarse | 2015 |
| Колумбия                 | RCN Televisión         | Muchacha italiana viene a casarse | 2015 |
| Доминиканская Республика | Telemicro              | Muchacha italiana viene a casarse | 2015 |
| Парагвай                 | Telefuturo             | Muchacha italiana viene a casarse | 2015 |
| Сальвадор                | Canal 2                | Muchacha italiana viene a casarse | 2015 |
| Сербия                   | RTV Pink               | Пепељуга                          | 2015 |
| Венгрия                  | TV2                    | Fiorella                          | 2015 |
| Чили                     | Mega                   | Muchacha italiana viene a casarse | 2015 |
| Аргентина                | El Trece               | Muchacha italiana viene a casarse | 2015 |
| ОАЭ                      | MBC                    |                                   | 2015 |
| США                      | Univision              | Muchacha italiana viene a casarse | 2015 |
| Панама                   | Telemix Internacional  | Muchacha italiana viene a casarse | 2015 |
| Филиппины                | BEAM TV                | Muchacha Italiana                 | 2015 |
| Испания                  | Nova                   | Muchacha italiana viene a casarse | 2015 |
| Болгария                 | bTV                    | Италианската булка                | 2017 |

## Награды и номинации
| Год  | Награда                            | Категория                   | Получатель                 | Результат |
| ---- | ---------------------------------- | --------------------------- | -------------------------- | --------- |
| 2015 | Kids Choice Awards México (0 из 4) | Любимый актер               | Элеасар Гомес              | Номинация |
| 2015 | Kids Choice Awards México (0 из 4) | Любимая актриса             | Ливия Брито                | Номинация |
| 2015 | Kids Choice Awards México (0 из 4) | Любимое откровение          | Ela Velden                 | Номинация |
| 2015 | Kids Choice Awards México (0 из 4) | Любимое программа или серия | Итальянка собирается замуж | Номинация |

Кроме этой премии, теленовелла была номинирована на премии: Kids Choice Awards (0 из 4), Juventud (0 из 3), TV Adicto Golden Awards (5 из 5), TVyNovelas (1 из 8).